# Épisodes de LA to Vegas
Cet article présente le guide des épisodes de la série télévisée américaine LA to Vegas.

## Généralités
- Aux États-Unis, cette saison a été diffusée du 2 janvier 2018[1] au 1er mai 2018 sur le réseau Fox.
- Au Canada, elle a été diffusée en simultané sur Citytv.
- En France, elle est disponible le 1er août 2019 sur Fox Play. À noter que l'ordre des épisodes correspond à l'ordre de production et non de diffusion originale.

## Distribution

### Acteurs principaux
- Dylan McDermott (VF : Xavier Fagnon) : Commandant Dave Pratman
- Kim Matula (VF : Chloé Berthier) : Veronica « Ronnie » Messing
- Ed Weeks (en) (VF : Éric Aubrahn) : Colin
- Nathan Lee Graham (VF : Jean-Baptiste Anoumon) : Bernard Jasser
- Olivia Macklin (VF : Zina Khakhoulia) : Nichole
- Peter Stormare (VF : Féodor Atkine) : Artem

### Acteurs récurrents et invités
- Amir Talai : Alan, le copilote
- Zachary Knighton (VF : Jérôme Pauwels) : Bryan
- Nathan Kress (VF : Benjamin Bollen) : Ryan (épisode 1)
- Dermot Mulroney (VF : Constantin Pappas) : Capitaine Steve Jasser (épisodes 3 et 6)
- Josh Duhamel : Commandant Kyle (épisode 3)
- Jean St. James : Mernine (épisodes 6, 8 et 15)
- Don Johnson : Jack Silver (épisode 11)

## Épisodes

### Épisode 1:Destination Vegas!
- États-Unis /  Canada : 3 janvier 2018 sur Fox[2] / Citytv[3]
- France : 1er août 2019 sur Fox Play

- États-Unis : 3,76 millions de téléspectateurs[4] (première diffusion)

### Épisode 2:Le Mort et la Tremblote
- États-Unis /  Canada : 9 janvier 2018 sur Fox / Citytv
- France : 1er août 2019 sur Fox Play

- États-Unis : 2,65 millions de téléspectateurs[5] (première diffusion)

### Épisode 3:Deux pilotes et demi
- États-Unis /  Canada : 16 janvier 2018 sur Fox / Citytv
- France : 1er août 2019 sur Fox Play

- États-Unis : 2,77 millions de téléspectateurs[6] (première diffusion)

### Épisode 4:Mêle-toi de tes oignons!
- États-Unis /  Canada : 23 janvier 2018 sur Fox / Citytv
- France : 1er août 2019 sur Fox Play

- États-Unis : 1,93 million de téléspectateurs[7] (première diffusion)

### Épisode 5:Le Nounours jaune
- États-Unis /  Canada : 6 février 2018 sur Fox / Citytv
- France : 1er août 2019 sur Fox Play

- États-Unis : 2,01 millions de téléspectateurs[8] (première diffusion)

### Épisode 6:Steve a une dent contre Dave
- États-Unis /  Canada : 27 février 2018 sur Fox / Citytv
- France : 1er août 2019 sur Fox Play

- États-Unis : 2,36 millions de téléspectateurs[9] (première diffusion)

### Épisode 7:Coincés à Las Vegas
- États-Unis /  Canada : 6 mars 2018 sur Fox / Citytv
- France : 1er août 2019 sur Fox Play

- États-Unis : 2,08 millions de téléspectateurs[10] (première diffusion)

### Épisode 8:Le Parking B
- États-Unis /  Canada : 13 mars 2018 sur Fox / Citytv
- France : 1er août 2019 sur Fox Play

- États-Unis : 2,05 millions de téléspectateurs[11] (première diffusion)

### Épisode 9:Surbooké
- États-Unis /  Canada : 20 mars 2018 sur Fox / Citytv
- France : 1er août 2019 sur Fox Play

- États-Unis : 2,17 millions de téléspectateurs[12] (première diffusion)

### Épisode 10:L'Anniversaire de Bernard
- États-Unis /  Canada : 27 mars 2018 sur Fox / Citytv
- France : 1er août 2019 sur Fox Play

- États-Unis : 1,98 million de téléspectateurs[13] (première diffusion)

### Épisode 11:Jack le Boss
- États-Unis /  Canada : 3 avril 2018 sur Fox / Citytv
- France : 1er août 2019 sur Fox Play

- États-Unis : 1,96 million de téléspectateurs[14] (première diffusion)

### Épisode 12:Un séminaire très professionnel
- États-Unis /  Canada : 10 avril 2018 sur Fox / Citytv
- France : 1er août 2019 sur Fox Play

- États-Unis : 2,15 millions de téléspectateurs[15] (première diffusion)

### Épisode 13: titre français inconnu (The Dinner Party)
- États-Unis /  Canada : 17 avril 2018 sur Fox / Citytv
- France : 1er août 2019 sur Fox Play

- États-Unis : 1,95 million de téléspectateurs[16] (première diffusion)

### Épisode 14: titre français inconnu (Captain Dave's On a Roll)
- États-Unis /  Canada : 24 avril 2018 sur Fox / Citytv
- France : 1er août 2019 sur Fox Play

- États-Unis : 2,05 millions de téléspectateurs[17] (première diffusion)

### Épisode 15: titre français inconnu (The Proposal)
- États-Unis /  Canada : 1er mai 2018 sur Fox / Citytv
- France : 1er août 2019 sur Fox Play

- États-Unis : 1,70 million de téléspectateurs[18] (première diffusion)